# Адріано Перейра да Сілва
Адріано Перейра да Сілва (порт. Adriano Pereira da Silva; 3 квітня 1982, Салвадор) — бразильський футболіст, захисник «Монако».

## Клубна кар'єра
Дебютував у чемпіонаті Франції 22 вересня 2007 року в матчі 9-го туру проти «Валансьєна». Загалом у сезоні 2007/08 він провів 24 матчі.
22 лютого 2009 року в матчі 25-го туру чемпіонату проти «Лілля» Адріано забив свій перший гол за «монегасків». На 5-й доданій хвилині другого тайму він вразив ворота Грегорі Малікі, однак це був лише гол престижу, оскільки «Монако» програв з рахунком 1:2.

## Досягнення
- 2006 — Переможець Серії B (Аталанта)
- 2010 — Фіналіст Кубка Франції (Монако)